# 616
Năm 616 là một năm trong lịch Julius. 